# 金木年景
金木 年景（かなき としかげ、生没年不詳）とは、明治時代の浮世絵師。

## 来歴
月岡芳年の門人。姓は金木といい、容斎と号す。作画期は明治元年（1868年）から明治25年（1892年）頃にかけてで、風俗画を手掛ける。芳年が明治19年（1886年）頃、門人27名に宛てて出した書状（芳年門人一覧）には「京橋区木挽町九丁目十六番地　金木年景殿」とある。芳年の後妻の娘小林きんによれば、上野戦争があったとき芳年は年景を連れてこれを見に行ったという。

## 作品
- 「天拝市中御祭礼」　大判錦絵3枚続　※明治元年、「容斎年景」の落款
- 「大蘇芳年像」　大判錦絵　東京都立図書館所蔵　※明治25年。「年景謹写」の落款、画中「夜をつめて照まさりしか夏の月」の芳年の辞世の句あり。本図は滑稽堂こと秋山武右衛門より版行されたもので、小林きんによれば九段下で写した写真をもとにして描かれたという。版木は彫師野口円活の手によるもの。
- 「官女」　絹本着色　※「金木年影」の落款